# Camponotus cyrtomyrmodes
Camponotus cyrtomyrmodes är en myrart som beskrevs av Horace Donisthorpe 1941. Camponotus cyrtomyrmodes ingår i släktet hästmyror, och familjen myror. Inga underarter finns listade.